# Basilique de Neptune
La basilique de Neptune (en latin : Basilica Neptuni) est une basilique de Rome située sur le Champ de Mars, à proximité immédiate du Panthéon.

## Localisation
Mentionnée dans le Catalogue des Régions pour la Regio IX - Circus Flaminius, la basilique est située sur le Champ de Mars. Elle fait partie d'un grand complexe construit par Agrippa et se situe entre les thermes d'Agrippa au sud et le Panthéon d'Agrippa au nord. Elle est accolée à l'est au portique des Argonautes (Porticus Argonautarum) édifié la même année par Agrippa.

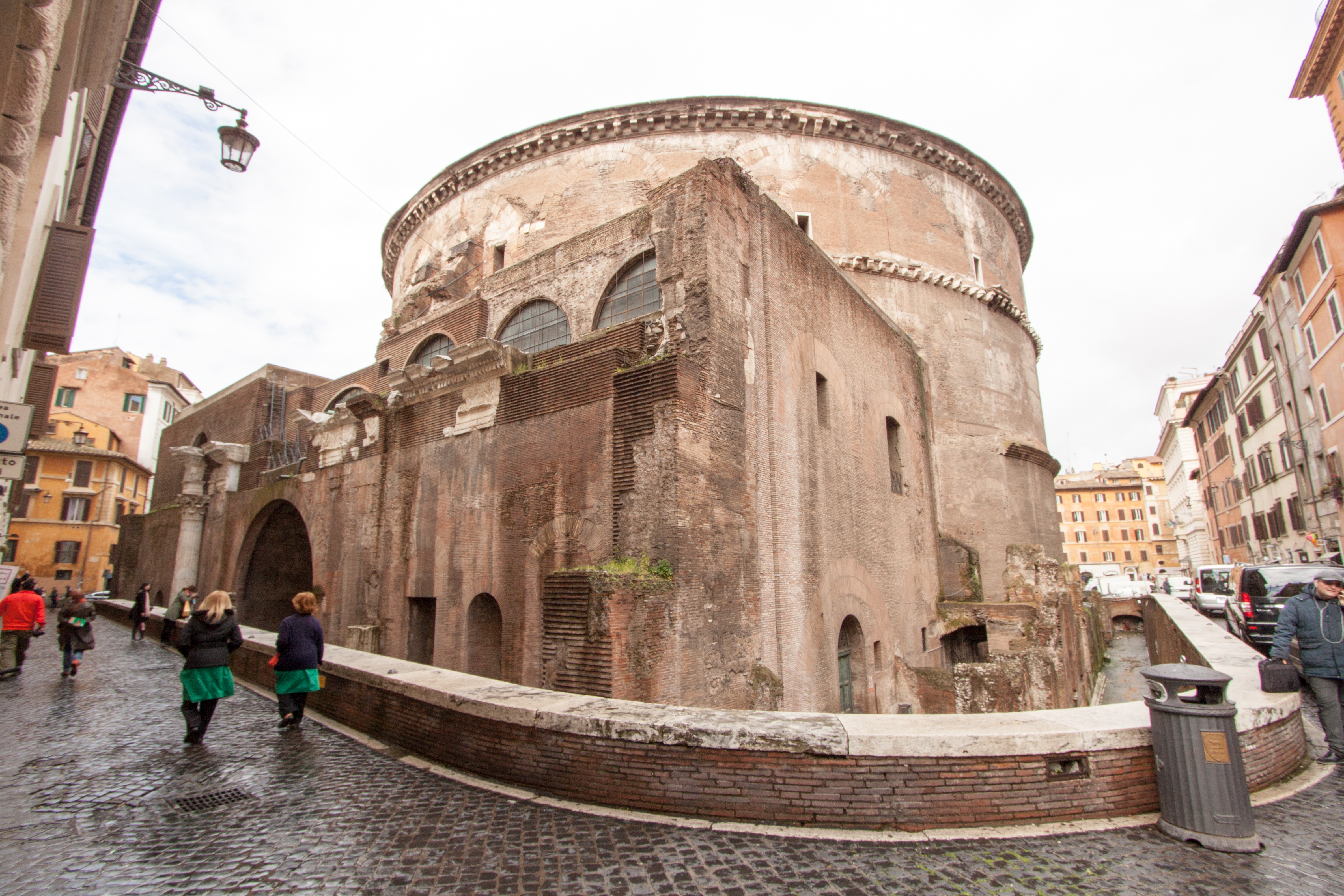
Basilique de Neptune, vestiges du portique des Argonautes et Panthéon.
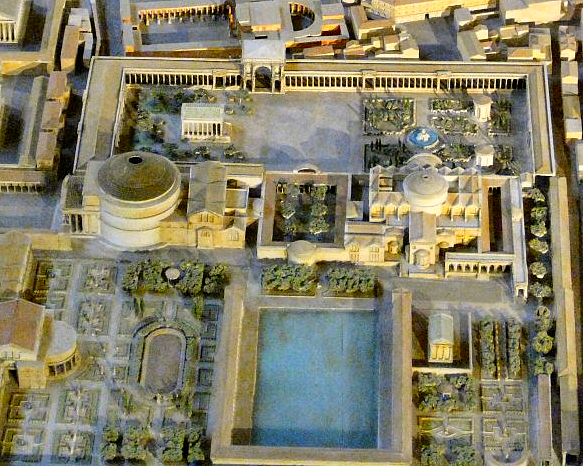
Maquette d'Italo Gismondi : Panthéon, basilique de Neptune et thermes d'Agrippa, Saepta Julia, Iséum et Sérapéum.

## Histoire
La basilique est vraisemblablement construite par Marcus Vipsanius Agrippa entre 27 et 12 av. J.-C. Elle est dédiée au dieu de la mer Neptune. Agrippa célèbre ainsi ses victoires lors des batailles navales de Nauloque contre Sextus Pompée en 36 av. J.-C. et d'Actium contre Marc Antoine en 31 av. J.-C.
Détruite en 80 par un grand incendie sous le règne de l'empereur Titus, elle est d'abord restaurée sous Domitien puis reconstruite par Hadrien en même temps que le Panthéon, au début du IIe siècle.
Des vestiges de la basilique sont encore visibles quand on contourne la rotonde du Panthéon. Les fragments de l'entablement dont la frise est ornée de motifs marins datent de la reconstruction d'Hadrien.

## Description
Sur les plans d'origine, avant la modification apportée par Hadrien, la basilique ne touche pas le Panthéon, les deux édifices étant séparés par une place circulaire, occupée plus tard par la rotonde du Panthéon d'Hadrien. D'après la reconstruction proposée par l'architecte du XVIe siècle Andrea Palladio, la basilique est un grand bâtiment rectangulaire dont les longs côtés sont creusés de niches avec au centre une grande exèdre. La voûte du grand hall central est soutenue par huit colonnes corinthiennes. Après la reconstruction du Panthéon par Hadrien, la basilique devient attenante au nouveau monument, accolée à sa rotonde. La basilique abrite peut-être la bibliothèque du Panthéon mentionnée par les auteurs antiques.

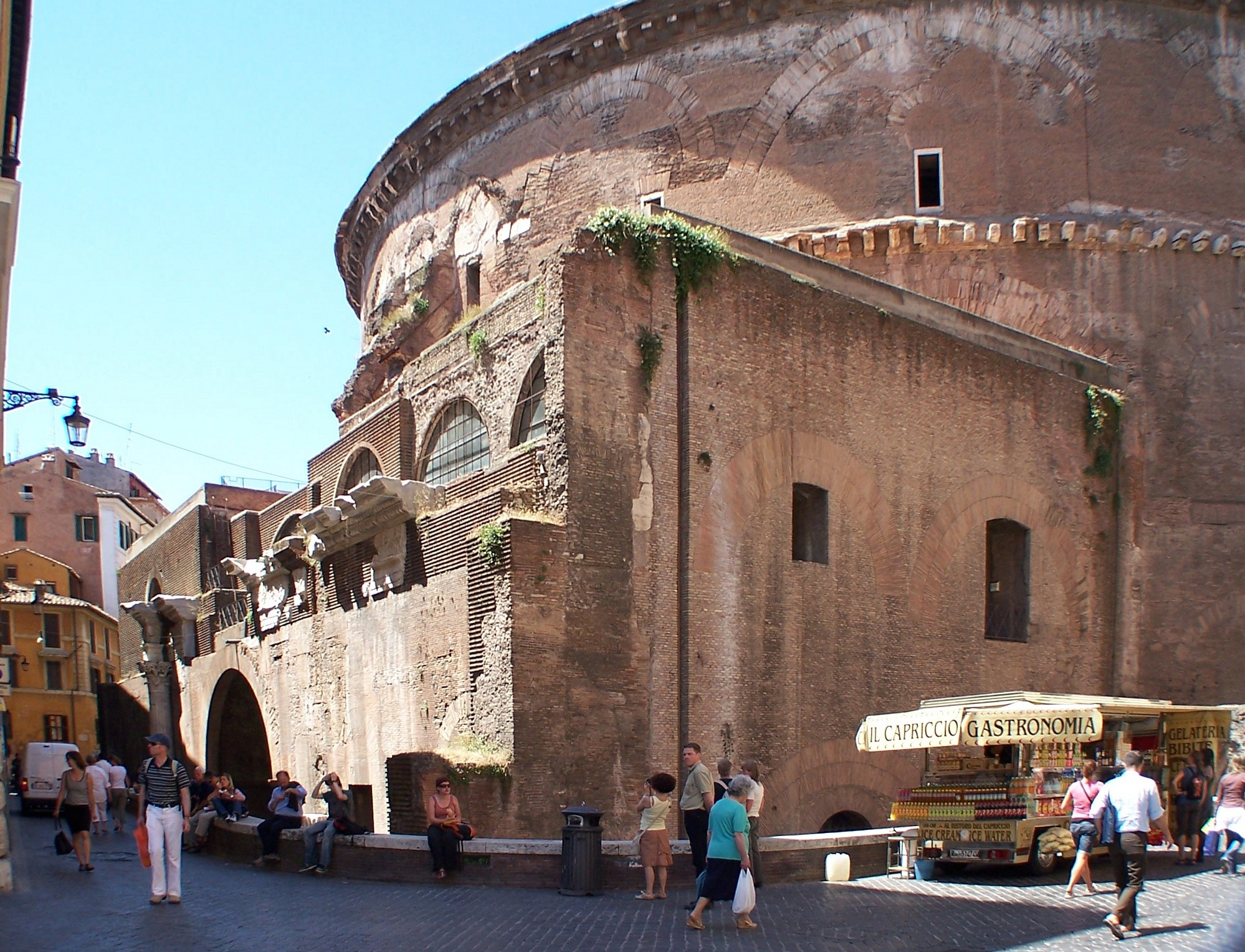
Situation des fragments de la basilique, à l'arrière du Panthéon.
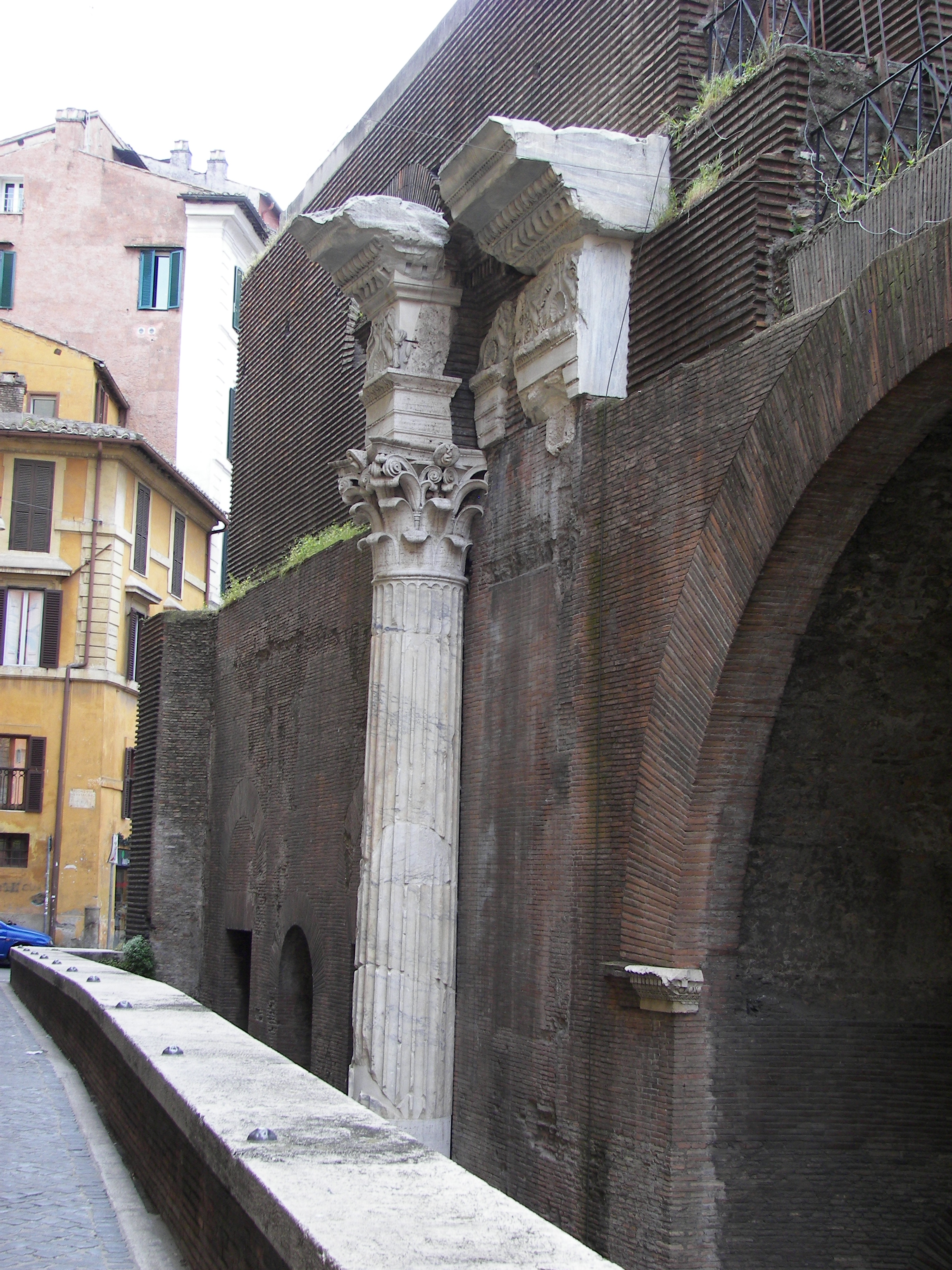
Vestiges de la basilique à l'arrière du Panthéon.
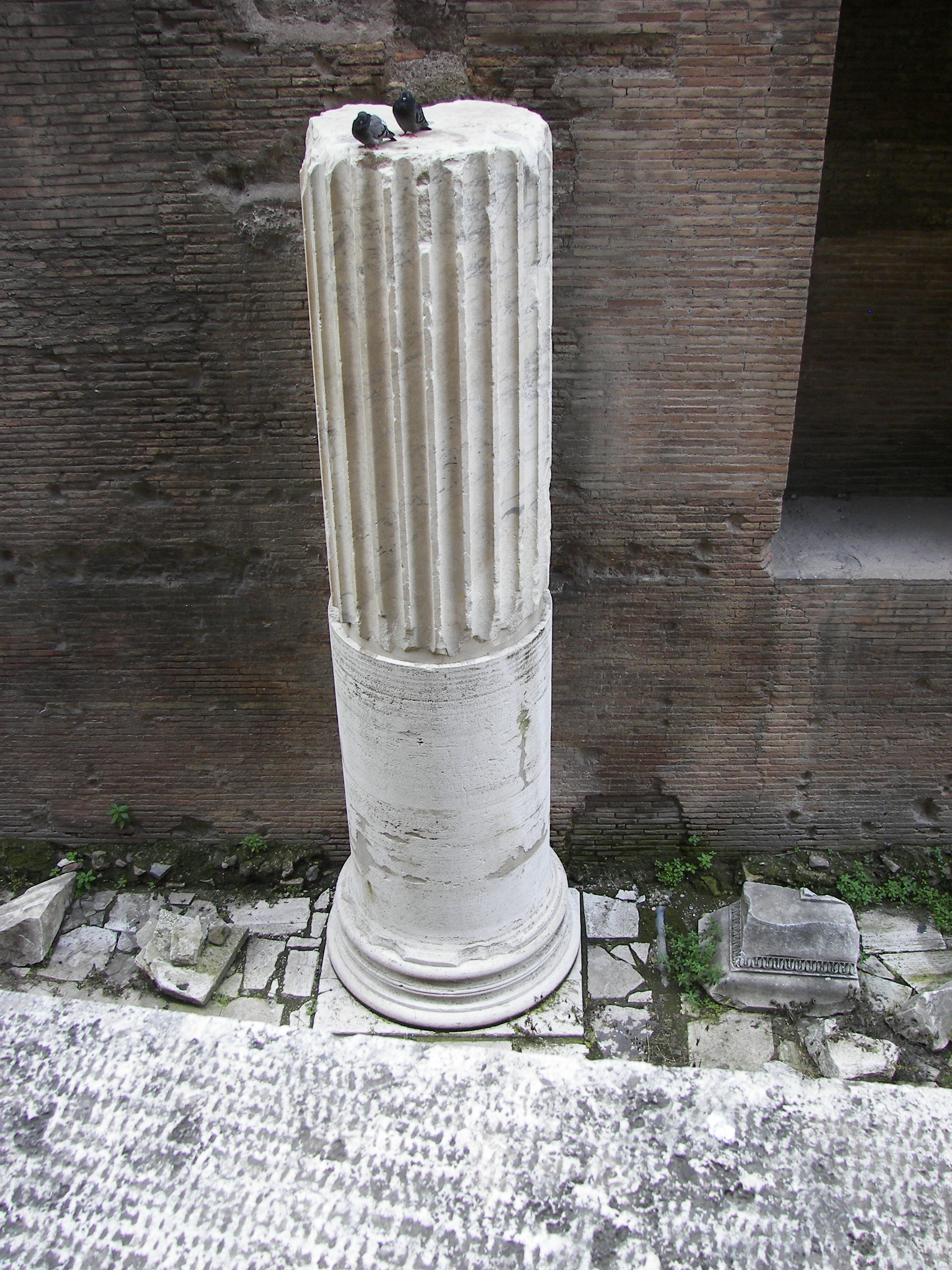
Base et fragment du fût d'une des huit colonnes corinthiennes du hall central.
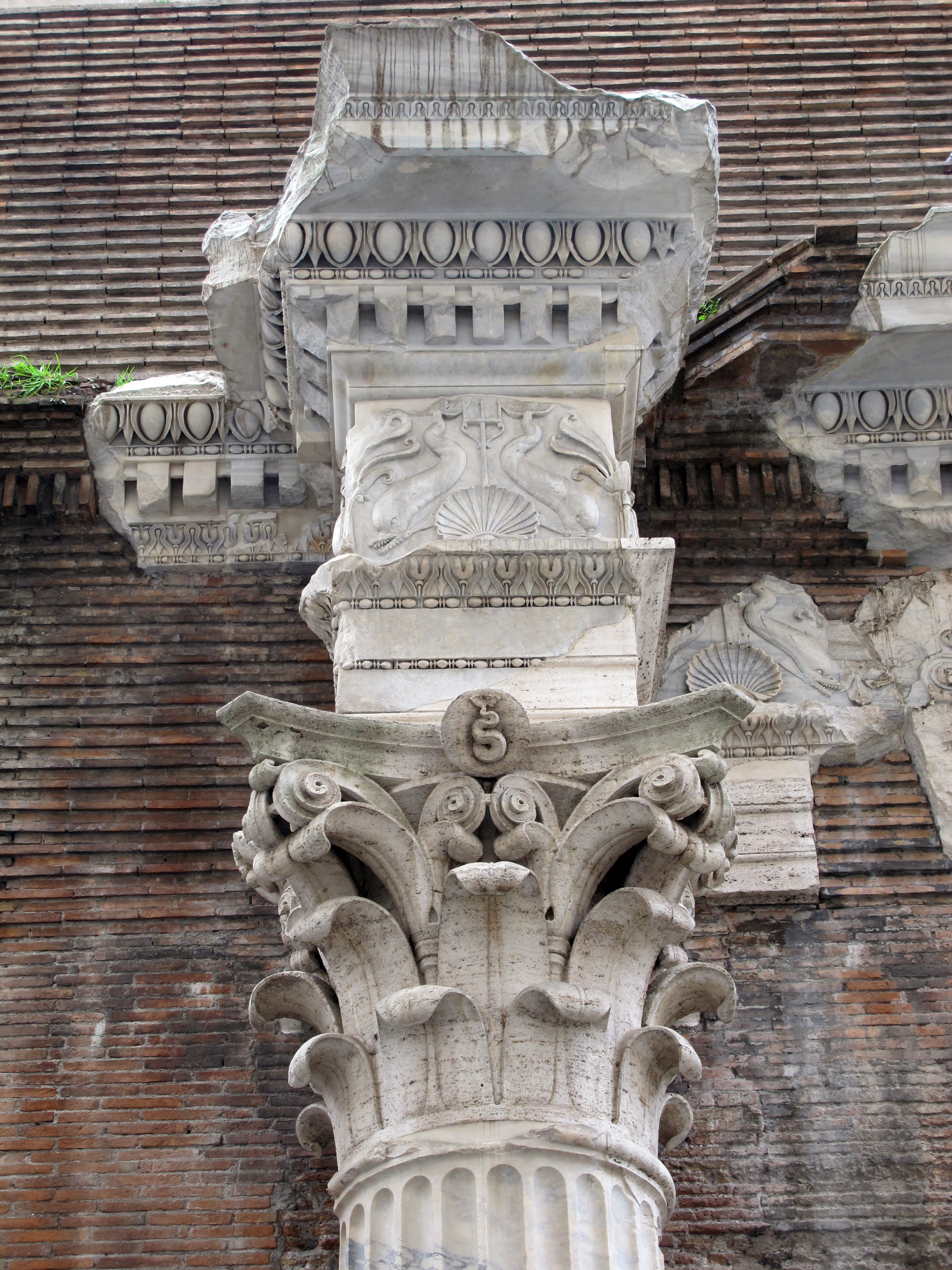
Détail de l'entablement et d'un chapiteau corinthien.